# ضيف الله بن هلال بن مطر
ضيف الله بن هلال بن مطر العتيبي (1945 م / 1367 هـ) أديب وشاعر وكاتب سعودي ، ابتعث إلى المملكة المتحدة ومصر في السبعينات الميلادية وعمل على دراسة الشخصيات الأدبية العربية مثل أبو الطيب المتنبي وأبو القاسم الشابي وعبدالرحمن شكري  وغيرهم

## سيرته
- ولد عام 1367 هـ الموافق 1945 م في بلدة الدار الحمراء [7] التي تبعد مسافات عن الطائف ودرس المرحلتين الإبتدائية والمتوسطة في مدرستها التي تأسست عام 1374 هـ أوائل عهد الملك سعود .
- ثم التحق بمدرسة دار التوحيد [8] التي تأسست عام 1364 هـ كأول مدرسة نظامية في تاريخ السعودية ،وتخرج منها عام 1387 هـ[9][10]
- ثم التحق بكلية الشريعة والدراسات الإسلامية بمكة المكرمة عام 1388 هـ ، وحصل على درجة البكالوريوس عام 1392 هـ
- عين معيداً بكلية الآداب في جامعة الملك عبد العزيز بجده عام 1394 هـ[6]
- وابتعث إلى المملكة المتحدة عام 1394 هـ
- ثم ابتعث إلى جمهورية مصر العربية لتحضير درجتي الماجستير والدكتوراه في النقد الأدبي عام 1395 هـ
- وحصل على درجة الماجستير من كلية الآداب في جامعة القاهرة عام 1399 هـ ،وعين أستاذاً مساعداً في الجامعة 1403 هـ
- ثم حصل على درجة الدكتوراه في النقد الأدبي الحديث من جامعة القاهرة في عام 1404 هـ [6]
- ثم استاذاً مساعداً في كلية اللغة العربية في جامعة الملك عبدالعزيز[6]
- واستاذاً للنقد الأدبي الحديث في كلية الآداب في جامعة الملك عبدالعزيز

## مؤلفاته
- نقد الحاتمي للمتنبي " دراسة وتحليل " 1395 هـ [2]
- المتنبي في الدراسات الأدبية الحديثة في مصر 1403 هـ[1]
- ديوان سبات الذكريات 1404 هـ[11]
- ديوان شاعرة 1405 هـ[5]
- ديوان الأمس الجريح 1407هـ [5][12]
- ديوان حنين 1410هـ
- دراسات أدبية 1410 هـ
- من مظاهر الحزن في شعر الشابي 1412 هـ[13]
- في النقد الأدبي المعاصر 1424 هـ
- رؤى نفسية في أدب عبد الرحمن شكري 1424هـ[14]
- قضايا النقد الأدبي 1427 هـ[15]
- قضايا التاريخ الأدبي 1428 هـ[15]
- الصبا في نقوش حجرية 1431هـ [16] [6]
- إيقاعية الزمن العتيق 1431هـ[17]

## حياته العائلية
لديه ثلاث أبناء وهم :
- سلطان بن ضيف الله
- نايف بن ضيف الله [18]
- ياسر بن ضيف الله [19][20]